# Daan Schrijvers
Daan Schrijvers (Breda, 1941. szeptember 16. – 2018. augusztus 2.) válogatott holland labdarúgó, hátvéd.

## Pályafutása

### Klubcsapatban
A NAC Breda korosztályos csapatában kezdte a labdarúgást. 1959-ben mutatkozott be az első csapatban. 1963 és 1965 között a DWS labdarúgója volt, ahol egy bajnoki címet szerzett a csapattal. 1965 és 1970 között PSV Eindhoven, 1970 és 1975 között ismét a NAC játékosa volt. A bredai csapattal 1973-ban holland kupa-győztes lett. 1975-ben fejezte be az aktív labdarúgást.

### A válogatottban
1962 és 1967 között 22 alkalommal szerepelt a holland válogatottban és egy gólt szerzett.

## Sikerei, díjai
DWS
- Holland bajnokság
  - bajnok: 1963–64

 NAC Breda
- Holland kupa (KNVB)
  - győztes: 1973